# SA de Transport Aerien
SA de Transport Aérien (SATA) ou SA de Transport Aerien Genève, foi uma companhia aérea suíça com sede em Genebra. Sua base principal era o Aeroporto Internacional de Genebra.

## História
A SATA foi fundada em 1966 e iniciou as operações com uma companhia aérea de taxi e mudou para uma companhia aérea charter de passageiros e de cargo que operava entre a Europa, Estados Unidos, América do Sul e o Caribe.

## Frota

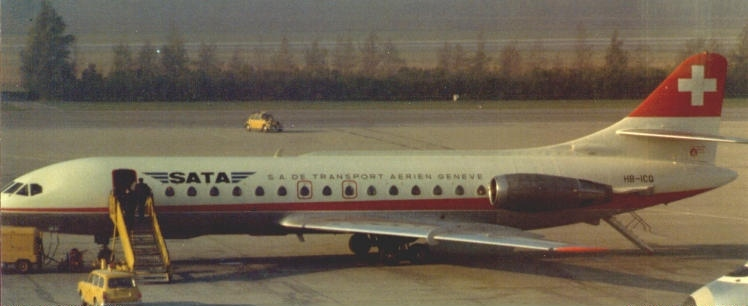
Um Sud Aviation Caravelle da SATA

A frota da SATA consistia nas seguintes aeronaves (1978):
| Aeronaves              | Total | Notas |
| ---------------------- | ----- | ----- |
| Sud Aviation Caravelle | 3     |       |
| Douglas DC-8           | 2     |       |
| Pilatus PC-6           | 1     |       |
| Cessna 421             | 1     |       |
| Cessna 172             | 1     |       |
| Total                  | 8     |       |

## Acidentes
- Em 17 de julho de 1973, um avião Convair CV-640 realizou um pouso forçado na Noruega, sem fatalidades.
- Em 18 de dezembro de 1977, um avião Caravelle, matrícula HB-ICK, com destino à cidade do Funchal (Portugal) estava realizando os procedimentos de aproximação para pouso e por falta de coordenação entre os pilotos e em resultado de ilusão optica o avião caíu ao mar pouco depois de efectuar a curva final na aproximação à pista 06. Dos 57 passageiros e tripulação, apenas 21 sobreviveram.